# Enrico Boselli

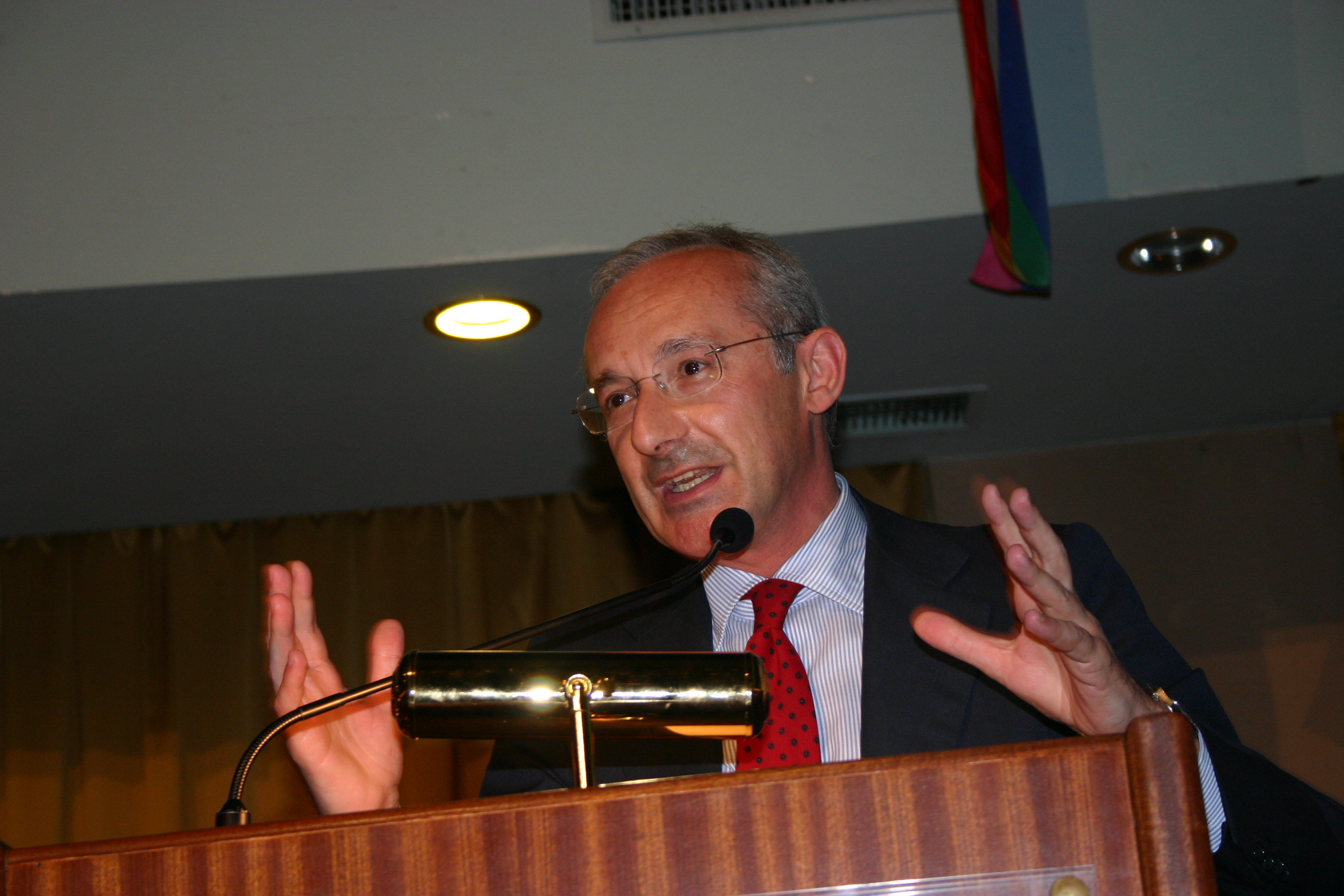
Enrico Boselli

Enrico Boselli (* 7. Januar 1957 in Bologna) ist ein italienischer Politiker.

## Leben
Boselli war zunächst Mitglied des Partito Socialista Italiano (PSI), der sich 1994 wie alle italienischen Großparteien im Zuge der Korruptionsermittlungen Mani pulite auflöste. Für diese Partei war er von 1990 bis 1993 Präsident der Region Emilia-Romagna und von 1999 bis 2004 Abgeordneter im Europäischen Parlament. Boselli war einer der Mitbegründer der Formation Socialisti Italiani, die sich 1998 mit anderen ähnlich gesinnten Gruppierungen zu den Socialisti Democratici Italiani vereinigte, einer sich als sozialdemokratisch verstehenden Partei, deren Vorsitzender (segretario nazionale) er wurde. In diesem Amt initiierte er zu den Parlamentswahlen 2006 das Wahlbündnis Rosa nel Pugno, das der Partei den Wiedereinzug ins Parlament sicherte und die Gründung des Partito Socialista Italiano, der den historischen Namen der traditionsreichen PSI wieder annahm. Er wurde auch erster Vorsitzender der neuen Partei. Nach dem Misserfolg der Partei bei den Parlamentswahlen 2008 trat er vom Amt des Parteivorsitzenden zurück und attackierte er den Spitzenkandidaten des Partito Democratico, Walter Veltroni, da dieser durch seine Weigerung, ein Wahlbündnis mit dem PSI zu schließen, das Land an Silvio Berlusconi ausgeliefert habe. Sein Nachfolger als Parteivorsitzender wurde Riccardo Nencini. Seit Dezember 2010 ist er Mitglied und einer der Vizepräsidenten der Partei Alleanza per l’Italia, die sich als christlichsoziale und sozialliberale Partei der Mitte versteht, aber bisher keine Wahlerfolge erringen konnte.